# John Henderson

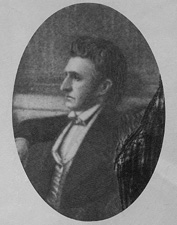
John Henderson

John Henderson, född 28 februari 1797 i Cumberland County, New Jersey, död 15 september 1857 i Pass Christian, Mississippi, var en amerikansk politiker (whig). Han representerade delstaten Mississippi i USA:s senat 1839-1845.
Henderson arbetade på så kallade flatboats längs Mississippifloden. Han studerade sedan juridik och inledde sin karriär som advokat i Wilkinson County, Mississippi. Han var ledamot av delstatens senat 1835-1836.
Henderson efterträdde 1839 Thomas Hickman Williams som senator för Mississippi. Han efterträddes efter en mandatperiod i USA:s senat av demokraten Jesse Speight.
Henderson arbetade sedan som advokat i New Orleans. Han åtalades 1851 för att ha brutit mot 1818 års neutralitetslagar i förhållande till Kuba som hörde till Spanien. Han anklagades för att ha stött Narciso López försök att med militära medel frigöra Kuba. Resultatet av rättegången var att Henderson frikändes.
Hendersons grav finns på Live Oak Cemetery i Pass Christian.